# Antoine Dauvergne
Pour les articles homonymes, voir Dauvergne.
Antoine Dauvergne est un compositeur français, né à Moulins le 3 octobre 1713 et mort à Lyon le 11 février 1797.
Il donna en 1753, avec Vadé, Les Troqueurs, un des premiers opéras-comiques réguliers, devint maître de la musique du roi et composa des ballets et de la musique d'église.

## Biographie
Fils d'un maître de violon, Antoine Dauvergne est né à Moulins (Allier) le 3 octobre 1713. Il s’installe à Clermont-Ferrand vers 1730, puis à Paris vers 1739. Il épouse Marie de Filtz le 24 mai 1739. Devenu veuf, il se remarie vers 1770 avec Clémence Rozet, qui meurt en juin 1787.
Dauvergne quitte Paris et s’installe à Lyon vers 1793, où il meurt le 11 février 1797.

### Carrière
À Paris, Antoine Dauvergne est nommé violoniste ordinaire de la Musique de la Chambre du roi. Le 11 décembre 1739, il obtient son premier privilège l’autorisant à éditer de la musique instrumentale. Vers 1744, il intègre l’orchestre de l’Académie royale de musique en tant que violoniste. Vers 1751, il est nommé batteur de mesure de l’orchestre de l’Académie royale de musique.
Il quitte ce poste en juin 1755, pour acquérir moyennant 6 000 livres la charge de compositeur de la musique de la Chambre du roi, en remplacement de François Rebel,,.
Le 2 octobre 1761, Dauvergne est nommé directeur du Concert Spirituel en association avec Joliveau et Capperan.
Le 25 décembre 1764, il est nommé surintendant de la musique de la Chambre du roi en survivance de François Francœur.
Il s'est proposé, en 1766, pour devenir directeur de l'Académie royale de musique en association avec le caissier de l'opéra, Nicolas-René Joliveau. Le duo fut toutefois évincé par Pierre Montan Berton et Jean-Claude Trial, mais ses derniers les appelèrent finalement auprès d'eux en 1769 comme directeurs associés.
Le 1er avril 1768, Dauvergne obtient une pension de 1 000 livres sur le produit de l’Académie royale de musique en tant que compositeur. Vers 1768, il obtient une gratification exceptionnelle de 600 livres. Le 23 octobre 1769, il obtient une pension annuelle de 1 200 livres en récompense de son service à la Cour.
En juillet 1771, Dauvergne est renouvelé à la tête du Concert Spirituel jusqu'en mars 1773, en association avec Berton.
Le 21 mars 1776, il fait nommer Louis-Joseph Francœur survivancier de sa charge de maître de musique de la Chambre du roi.
Le 18 avril de la même année, il quitte la direction de l’Académie royale de musique confiée aux commissaires du roi, et le 20 du même mois, Dauvergne obtient un brevet de compositeur de l’Académie royale de musique chargé de remettre en musique les ouvrages anciens. Vers 1777, le brevet de compositeur de l’Académie royale de musique est supprimé.
En mai 1780, il devient directeur général de l'Académie royale de musique et le reste jusqu'à sa démission à Pâques 1782. Rappelé le 1er avril 1785, il quitte définitivement la tête de l’Académie royale de musique lorsque celle-ci est confiée à la ville de Paris en avril 1790.
En 1786, Dauvergne obtient ses lettres de noblesse et est nommé chevalier de l’ordre de Saint-Michel. Parmi ses élèves en composition, on note le claveciniste Simon Simon, protégé de la Marquise de Mézangère.

## Œuvres
Le catalogue des œuvres d'Antoine Dauvergne a été réalisé par Benoît Dratwicki sur la base Philidor du Centre de musique baroque de Versailles. Les œuvres, classées par type, sont désignées par les lettres « AnD ». 

### Répertoire des œuvres de Dauvergne

#### Œuvres scéniques
- AnD.001 : Les Amours de Tempé, ballet héroïque
- AnD.002 : Divertissement pour Le Devin du village
- AnD.003 : Les Troqueurs, intermède (opéra bouffon), (1753)
- AnD.004 : La Coquette trompée
- AnD.005 : Isis, tragédie lyrique (entre 1755 et 1758)
- AnD.006 : Énée et Lavinie, tragédie lyrique (1758 et 1768)
- AnD.007 : Les Fêtes d'Euterpe
- AnD.008 : Le Rival favorable
- AnD.009 : Canente, tragédie lyrique (1760)
- AnD.010 : Hercule mourant, tragédie lyrique (1761)
- AnD.011 : Polyxène (1763)
- AnD.012 : Églé ou Le Sentiment
- AnD.013 : Le Retour du printemps ou Le Triomphe de Flore
- AnD.014 : La Vénitienne
- AnD.015 : Persée, tragédie lyrique (1770)
- AnD.016 : La Tour enchantée
- AnD.017 : Les Fêtes grecques et romaines
- AnD.018 : Ajax, tragédie lyrique
- AnD.019 : Linus, tragédie lyrique (1770 ?)
- AnD.020 : Alcyone, ouverture pour la tragédie lyrique de Marin Marais (1771)
- AnD.021 : Le Prix de la valeur, acte de ballet (1771)
- AnD.022 : Callirhoé, reprise de la tragédie lyrique de Destouches (1773)
- AnD.023 : Le Sicilien ou L'Amour peintre, musique pour la pièce de Molière (1780)
- AnD.024 : La Mort d'Orphée, tragédie lyrique, sur un livret de Marmontel (1764 ? non représentée)
- (AnD.025 : Sémiramis, tragédie lyrique (17 ?)

#### Œuvres vocales
- AnD.026 : L'Heureux retour
- AnD.recueil.04 : Recueil de chansons [and.027 ; and.051]

#### Œuvres sacrées
- AnD.052 : Te Deum laudamus (1763)
- AnD.053 : Benedic anima mea (1763)
- AnD.054 : Miserere mei Deus (1764)
- AnD.055 : Exultate justi in Domino (1764)
- AnD.056 : De profundis clamavi (1764)
- AnD.057 : Diligam te Domine (1764)
- AnD.058 : Regina caeli laetare (1764)
- AnD.059 : Omnes gentes (1764)
- AnD.060 : Cantate Domino (1764)
- AnD.061 : Domine audivi auditionem (1764)
- AnD.062 : Jubilate Deo (1765)
- AnD.063 : Exultate Deo (1766)

#### Œuvres instrumentales
- AnD.recueil.03 : Six Sonates en trio pour 2 violons et basse continue, op. 1 [AnD.064 ; AnD.069]
- AnD.recueil.05 : Douze Sonates pour violon seul et basse continue, op. 2 [AnD.070 ; AnD.081]
- AnD.recueil.01 : Concerts de symphonies, op. 3 [AnD.082 ; AnD.083]
- AnD.recueil.02 : Concerts de symphonies, op. 4 [AnD.084 ; AnD.085]

### Principales sources des œuvres de Dauvergne
AnD.001
- Les Amours de Tempé, ballet héroïque – Paris, Académie royale de musique, 1752
- Les Amours de Tempé, ballet, partition, ms, F-Po/ A 179a
- Les Amours de Tempé, ballet héroïque en quatre entrées, par M. E. Dauvergne, Ordinaire de La Musique de La Chambre du Roy et de l'Academie Royale de Musique. Représenté pour la première fois le 7 novembre 1752 par l'Academie Royale de Musique. Prix en Blanc 15.lt et Relié 18.lt. Gravé par Le S.r Hue à Paris chez l'auteur, rue S.t Honoré à la Ville de Constantinople vis-a-vis Le cul de Sac de l'Oratoire. Madame Boivin, Rue S.t Honoré à La Règle D'Or. Monsieur Le Clerc, Rue du Roule à la Croix D'Or. Avec approbation et privilège du Roy. Imprimée par Auguste de Loraine. [RISM D 1092]

AnD.002
- Divertissement pour le devin du village, pantomime, Fontainebleau, Théâtre du château, 1752
- Musique perdue

AnD.003
- Les Troqueurs, opéra bouffon, Paris, Théâtre de la Foire Saint-Laurent, 1753
- Les Troqueurs, intermède par M. R. Dauvergne, ordinaire de la Musique de la Chambre du Roy et de l'Academie Royale de Musique. Prix en Blanc 12.lt. Gravé par Le S.r Hue. à Paris chez l'auteur Rue plastriere la quatrième porte-Cochere à gauche. Entrant par la Rue grenelle. Mr Vernadé Rue du Roule à la Croix d'Or. Mr Bayard Rue Saint Honoré à la Règle d'Or. Avec Approbation et privilège du Roy. Imprimé par Maillet [RISM D 1097 et D 1098]

AnD.004
- La Coquette trompée, opéra bouffon, Fontainebleau, Théâtre du château, 1753
- La Coquette trompée, comédie (par Dauvergne), en un acte, ms, F-Pn/ Vm5 50
- La coquette trompée, partition, 68 p.

AnD.005
- Isis, tragédie lyrique, ca. 1755-1758 (non représentée)
- Musique perdue

AnD.006
- Énée et Lavinie, tragédie lyrique, Paris, Académie royale de musique, 1758
- Énée et Lavinie, partition, ms, F-Po/ A 197.
- Énée et Lavinie, tragédie, remise en musique par M. R. Dauvergne, compositeur, et maître de la Musique de la Chambre du Roy. Représentée pour la première fois par l’Académie Royale de Musique, le mardi 14 février 1758. Prix en blanc 18.lt. Gravée par Le S.r Hue. à Paris, chez l'auteur, Rue Faideau la 3e porte Cochère à gauche entrant par la rue de Richelieu. Aux adresses ordinaires et à la porte de l'Opera. Avec privilège du Roy. [RISM D 1094]

AnD.007
- Les Fêtes d'Euterpe, opéra-ballet, Paris, Académie royale de musique, 1758
- Les Fêtes d'Euterpe, partition, ms, F-Po/ A 199a [I°-III°]
- Les Fêtes d'Euterpe, ballet en trois entrées par M. R Dauvergne, compositeur et maître de la Musique de la Chambre du Roy. Représentées pour la première fois par l’Académie Royale de Musique le 8 août 1758. Prix en Blanc 18.lt. A Paris. Se vend chez l'auteur, rue plastriere, la troisième porte cochère à gauche, entrant par la Rue Grenelle. Mr Bayard, Rue St Honoré à La Règle D'Or. Mr La Chevardiere, Rue du Roule à La Croix D'Or. Mr Le Menu Rue du Roule à La Clef D'Or. Avec privilège du Roy [RISM D 1095]

AnD.008
- Le Rival favorable, acte de ballet, Paris, Académie royale de musique, 1758
- Le Rival favorable, acte de Ballet, ms, F-Po/ A 199 a [II°]

AnD.009
- Canente, tragédie lyrique, Paris, Académie royale de musique, 1760
- Canente, partition, ms, F-Po/ A 203
- Canente, tragédie remise en musique par M. Dauvergne, compositeur, et maitre de Musique de la Chambre du Roy./ Représentées pour la première fois par l’Académie Royale de Musique le Mardi 11 novembre 1760. Prix en blanc 18.lt. Gravé par le Sr Hue à Paris chez l'auteur, Rue Faideau, la 3e porte cochère à gauche entrant par la rue de Richelieu. Mr Bayard, M. d rue S.t Honoré à la Règle d'Or. Mr La Chevardiere, rue du Roule à la Croix d'Or. Mr Le Menu, M.d rue du Roule à la Clef D'Or. M.r Le Clerc, M.d rue St Honoré à m'image Ste Cécille. Avec privilège du Roy. [RISM D 1093]

AnD.010
- Hercule mourant, tragédie lyrique, Paris, Académie royale de musique, 1761
- Hercule Mourant, partition, ms, F-Po/ A 204

AnD.011
- Polyxène, tragédie lyrique, Paris, Académie royale de musique, 1763
- Polixène, partition, ms, F-Po/ A 207 [I-V]
- Polixène, tragédie en musique dédiée à Monseigneur le Duc de Duras par M. Dauvergne, maître de la Musique de la Chambre du Roy. Représentée pour la première fois par l’Académie Royale de Musique le mardi 11 janvier 1763. Prix en blanc 18.lt. Gravée par le Sr Hue à Paris chez l'auteur rue Feydeau la 3e porte cochère à gauche en entrant par la rue de Richelieu. Et aux adresses ordinaires, avec privilège du Roy. Imprimé par Petitbled fils. [RISM D 1096]

AnD.012
- Églé ou le Sentiment, Intermède, Fontainebleau, Théâtre du château, 1765
- Musique perdue

AnD.013
- Le Retour du printemps ou le Triomphe de Flore, acte de ballet, Fontainebleau, Théâtre du château, 1765
- Le Retour du Printemps ou Le triomphe de Flore, partition, ms, F-Po/ Rés 1083

AnD.014
- La Vénitienne, comédie lyrique, Paris, Académie royale de musique, 1768
- La Vénitienne, partition, ms, F-Po/ A 216

AnD.015
- Persée, remaniements pour la tragédie lyrique de Lully, Versailles, Opéra royal, 1770
- Philidor (François André Danican) [attribution erronée]. Persée, partition, ms, 2 vol, F-Pc/ D 12652 (1-2)

AnD.016
- La Tour enchantée, ballet d’action, Versailles, Opéra royal, 1770
- La Tour enchantée, 44 parties séparées, ms, F-Po/ Mat 18 [255 (1-46)

AnD.017
- Les Fêtes grecques et romaines, remaniements pour le ballet héroïque de Colin de Blamont, Paris, Académie royale de musique, 1770
- Les Fêtes grecques et romaines, ballet en musique, par Monsieur Collin de Blamont, sur-intendant de la Musique du Roi. Représenté pour la première fois par l'Académie Royale de Musique, le mardi 13 juillet 1723. A Paris, De L'Imprimerie de Jean-Baptiste Christophe Ballard, seul imprimeur du Roy pour la Musique & noteur de la Chapelle de Sa Majesté. M DCC XXIII. Avec privilège du Roy, F-Po/ A 107a

AnD.018
- Ajax, remaniements pour la tragédie lyrique de Bertin de La Douée, Paris, Académie royale de musique, 1770
- Ajax, tragédie en musique par M. Bertin, maître de clavecin de leurs Altesses Royales Mesdemoiselles D'Orléans. Représentée pour la première fois par l'Académie Royale de Musique, le lundi 20 avril 1716. De l'imprimérie de J-B-Christophe Ballard, seul imprimeur du Roy pour la Musique, à Paris, rue Saint Jean de Beauvais, au Mont Parnasse. M. DCCXVI. Avec privilège de Sa Majesté, F-Po/ A 93

AnD.019
- Linus, tragédie lyrique en collaboration avec Berton et Trial – ca 1771 (non représentée)
- Musique perdue

AnD.020
- Alcyone, remaniements pour la tragédie lyrique de Marais, Paris, Académie royale de musique, 1771
- Alcione, tragédie, ouverture. Gravée, partition, ms, F-Po/ A 69 e
- [Marin Marais], Alcyone, partition gravée et feuillets ms, p. 1-46 [Prologue], 1-297 [Actes I-V], Paris, de Baussen, 1711, F-Po/ A 69 b

AnD.021
- Le Prix de la valeur, acte de ballet, Paris, Académie royale de musique, 1771
- Le prix de la valeur, partition, ms, F-Po/ A 222

AnD.022
- Callirhoé, remaniements pour la tragédie lyrique de Destouches, Paris, Académie royale de musique, 1773
- Callirohé, partition, ms, F-Po/ Rés A 227

AnD.023
- Le Sicilien ou l'Amour peintre, comédie-ballet, Versailles, Théâtre du château, 1780
- Ariettes détachées du Sicilien ou l'Amour peintre, comédie en un Acte par M Dauvergne, sur-intendant de la Musique du Roy. Prix 1lt 16. Gravées par Mme Tarade, brevetée de la Reine. A Paris chez Mme Tarade, place du Palais Roïal, maison du dentiste et à l'Opéra, la boutique à gauche. Et aux Adresses Ordinaires./ A. P. D. R

AnD.024
- La Mort d'Orphée, tragédie lyrique (non représentée)
- Musique perdue

AnD.025
- Sémiramis, tragédie lyrique (non représentée)
- Musique perdue

AnD.026
- L'Heureux retour, cantate, ca 1755
- L'Heureux retour, cantatille à deux voix composée par M. Dauvergne, ordinaire de la Musique du Roi. Gravée par Mme Leclair. Prix 1.lt 16.lt. A Paris chez l'auteur, rue Platriere, près l'Hôtel de Bouillon. Le Sr Vernadé, rue du Roule à la Croix d'Or. Le Sr Bayard, rue St Honoré à la Règle d'Or. Mlle Castagnery, rue des Prouvaires à la Musique Royale. Avec privilège du Roi. Imprimée par Tournelle. [RISM D 1105/D 1106]

AnD. Recueil.04
- Recueil de chansons, sans date
- Recueil de chansons par M. Dauvergne, partition, ms, F-Pc/ Rés F 414

AnD.027
- L'Autre jour dans un bocage, chanson, s.d.
- Chansons, romances et duos, partition, ms, p. 2-3, F-Pc/ Rés F 414

AnD.028
- Savez-vous point la nouvelle, chanson, s.d.
- Chansons, romances et duos, partition, ms, p. 4-5, F-Pc/ Rés F 414

AnD.029
- Je vous aime Cloris, chanson, s.d.
- Chansons, romances et duos, partition, ms, p. 6-7, F-Pc/ Rés F 414

AnD.030
- C'est une folie d'avoir tant d'appas, chanson, s.d.
- Chansons, romances et duos, partition, ms, p. 8-9, F-Pc/ Rés F 414

AnD.031
- Philis quoi qu'un peu brunette, chanson, s.d.
- Chansons, romances et duos, partition, ms, p. 10-11, F-Pc/ Rés F 414

AnD.032
- Cette ravissante brune, chanson, s.d.
- Chansons, romances et duos, partition, ms, p. 12-13, F-Pc/ Rés F 414

AnD.033
- Sur le point de mourir, chanson, s.d.
- Chansons, romances et duos, partition, ms, p. 14-15, F-Pc/ Rés F 414

AnD.034
- J'aime une jeune brunette, chanson, s.d.
- Chansons, romances et duos, partition, ms, p. 16-17, F-Pc/ Rés F 414

AnD.035
- Tircis et Cloris s'absentent, chanson, s.d.
- Chansons, romances et duos, partition, ms, p. 18-19, F-Pc/ Rés F 414

AnD.036
- Nos bergers sont contents, chanson, s.d.
- Chansons, romances et duos, partition, ms, p. 20-21, F-Pc/ Rés F 414

AnD.037
- L’hiver a quitté la place, chanson, s.d.
- Chansons, romances et duos, partition, ms, p. 22-23, F-Pc/ Rés F 414

AnD.038
- Ah que la saison est belle, chanson, s.d.
- Chansons, romances et duos, partition, ms, p. 24-25, F-Pc/ Rés F 414

AnD.039
- La Beauté pour qui je brûle, chanson, s.d.
- Chansons, romances et duos, partition, ms, p. 26-27, F-Pc/ Rés F 414

AnD.040
- Lorsque je vois Silvie, chanson, s.d.
- Chansons, romances et duos, partition, ms, p. 28-29, F-Pc/ Rés F 414

AnD.041
- J'aime une bergère, chanson, s.d.
- Chansons, romances et duos, partition, ms, p. 30-31, F-Pc/ Rés F 414

AnD.042
- Il faut confesser que Carite, chanson, s.d.
- Chansons, romances et duos, partition, ms, p. 32-33, F-Pc/ Rés F 414

AnD.043
- Lisandre au bord de nos ruisseaux, chanson, s.d.
- Chansons, romances et duos, partition, ms, p. 34-35, F-Pc/ Rés F 414

AnD.044
- Alidor ne soupire plus, chanson, s.d.
- Chansons, romances et duos, partition, ms, p. 36-37, F-Pc/ Rés F 414

AnD.045
- Ne veux-tu pas belle Aurore, chanson, s.d.
- Chansons, romances et duos, partition, ms, p. 38-39, F-Pc/ Rés F 414

AnD.046
- Printemps sans ma belle, chanson, s.d.
- Chansons, romances et duos, partition, ms, p. 40-41, F-Pc/ Rés F 414

AnD.047
- Tous nos bergers, chanson, s.d.
- Chansons, romances et duos, partition, ms, p. 42, F-Pc/ Rés F 414

AnD.048
- Les déplaisirs et les inquiétudes, chanson, s.d.
- Chansons, romances et duos, partition, ms, p. 43, F-Pc/ Rés F 414

AnD.049
- Dieux que de soins, chanson, s.d.]
- Chansons, romances et duos, partition, ms, p. 44-45, F-Pc/ Rés F 414

AnD.050
- Quoi n'est-ce pas assez, chanson, s.d.
- Chansons, romances et duos, partition, ms, p. 46-47, F-Pc/ Rés F 414

AnD.051
- Un Jour gardant mon troupeau, chanson, s.d.
- Chansons, romances et duos, partition, ms, p. 48-49, F-Pc/ Rés F 414

AnD.052
- Te deum laudamus, grand motet, Paris, Concert Spirituel, 1763
- Musique perdue

AnD.053
- Benedic Anima Mea, grand motet, Paris, Concert Spirituel, 1763
- Musique perdue

AnD.054
- Miserere Mei deus, grand motet, Paris, Concert Spirituel, 1764
- Musique perdue

AnD.055
- Exultate justi in domino, petit motet – Paris, Concert Spirituel, 1764
- Musique perdue

AnD.056
- De Profundis clamavi, grand motet, Paris, Concert Spirituel, 1764
- Musique perdue

AnD.057
- Diligram te domine, grand motet, Paris, Concert Spirituel, 1764
- Musique perdue

AnD.058
- Regina caeli laetare, grand motet, Paris, Concert Spirituel, 1764
- Musique perdue

AnD.059
- Omnes gentes, grand motet, Paris, Concert Spirituel, 1764
- Musique perdue

AnD.060
- Cantate domino, petit motet, Paris, Concert Spirituel, 1764

AnD.061
- Domine audivi auditionem, grand motet, Paris, Concert Spirituel, 1764
- Musique perdue

AnD.062
- Jubilate deo, grand motet, Paris, Concert Spirituel, 1765
- Musique perdue

AnD.063
- Exultane deo, grand motet, Paris, Concert Spirituel, 1766
- Musique perdue

AnD.recueil.03
- Six sonates en trio pour deux violons et basse continue, op. 1 [ca 1738]
- Six sonates en trio pour deux violons avec basse continue, composée par M. Dauvergne, œuvre Ier. Prix 6.lt. Gravée par Mlle Vandôme à Paris chez l'auteur chez Mr D'augny, rue Ste Anne prés les nouvelles Catholiques. Madame Boivin M.d rue St Honoré à la Règle d'Or. Le Sr le Clerc M.d rue du Roule à la Croix d'Or. Avec privilège du Roy [RISM D 1107]

AnD.064
- Sonate en trio pour deux violons et BC, op. 1, no 1 [ca 1738]
- Six Sonates en trio pour deux violons et bc, op. 1, Paris, Auteur, Boivin, Le Clerc.

AnD.065
- Sonate en trio pour deux violons et BC, op. 1, no 2 [ca 1738]
- Six Sonates en trio pour deux violons et bc, op. 1, Paris, Auteur, Boivin, Le Clerc.

AnD.066
- Sonate en trio pour deux violons et bc, op. 1, no 3 [ca 1738]
- Six Sonates en trio pour deux violons et bc, op. 1, Paris, Auteur, Boivin, Le Clerc.

AnD.067
- Sonate en trio pour deux violons et bc, op. 1, no 4 [ca 1738]
- Six Sonates en trio pour deux violons et bc, op. 1, Paris, Auteur, Boivin, Le Clerc.

AnD.068
- Sonate en trio pour deux violons et bc, op. 1, no 5 [ca 1738]
- Six Sonates en trio pour deux violons et bc, op. 1, Paris, Auteur, Boivin, Le Clerc.

AnD.069
- Sonate en trio pour deux violons et bc, op. 1, no 6 [ca 1738]
- Six Sonates en trio pour deux violons et bc, op. 1, Paris, Auteur, Boivin, Le Clerc.

AnD.recueil.05
- Douze sonates pour violon seul et basse continue, op. 2 [1739]
- Sonates à violon seul avec la basse continue, composé par M. Dauvergne, œuvre second. Prix en blanc douze Livres. Gravé par Le Sr Hue. A Paris chez l'auteur, chez Mr Daugny, fermier général rue Ste Anne proche les Nouvelles Catholiques. Mme La Veuve Boivin M. de rue St Honoré à la Règle d'Or. Mr Le Clerc Marchand rue du Roule à la Croix d'Or. Avaec privilège du Roy. [RISM D 1108]

AnD.070
- Sonate pour violon seul et bc, op. 2, no 1 [1739]
- Sonates pour violon seul et bc, op. 2, Paris, Auteur, Boivin, Le Clerc

AnD.071
- Sonate pour violon seul et bc, op. 2, no 2 [1739]
- Sonates pour violon seul et bc, op. 2, Paris, Auteur, Boivin, Le Clerc

AnD.072
- Sonate pour violon seul et bc, op. 2, no 3 [1739]
- Sonates pour violon seul et bc, op. 2, Paris, Auteur, Boivin, Le Clerc

AnD.073
- Sonate pour violon seul et bc, op. 2, no 4 [1739]
- Sonates pour violon seul et bc, op. 2, Paris, Auteur, Boivin, Le Clerc

AnD.074
- Sonates pour violon seul et bc, op. 2, no 5 [1739]
- Sonates pour violon seul et bc, op. 2, Paris, Auteur, Boivin, Le Clerc

AnD.075
- Sonates pour violon seul et bc, op. 2, no 6 [1739]
- Sonates pour violon seul et bc, op. 2, Paris, Auteur, Boivin, Le Clerc

AnD.076
- Sonates pour violon seul et bc, op. 2, no 7 [1739]
- Sonates pour violon seul et bc, op. 2, Paris, Auteur, Boivin, Le Clerc

AnD.077
- Sonates pour violon seul et bc, op. 2, no 8 [1739]
- Sonates pour violon seul et bc, op. 2, Paris, Auteur, Boivin, Le Clerc

AnD.078
- Sonates pour violon seul et bc, op. 2, no 9 [1739]
- Sonates pour violon seul et bc, op. 2, Paris, Auteur, Boivin, Le Clerc

AnD.079
- Sonates pour violon seul et bc, op. 2, no 10 [1739]
- Sonates pour violon seul et bc, op. 2, Paris, Auteur, Boivin, Le Clerc

AnD.080
- Sonates pour violon seul et bc, op. 2, no 11 [1739]
- Sonates pour violon seul et bc, op. 2, Paris, Auteur, Boivin, Le Clerc

AnD.081
- Sonates pour violon seul et bc, op. 2, no 12 [1739]

AnD.recueil.01
- Concerts de symphonies, op. 3 [1751]
- Concerts de symphonies à IV parties de M. Dauvergne, ordinaire de la Musique de la chambre du Roy et de l’Académie Royale. Œuvre III.ME. Prix 6.lt. Gravées par Le Sr Hue. A Paris chez le portier de Lopera. Madame Boivin rue St Honoré à la Règle d'Or. Monsieur Le Clerc Rue du Roule à la Croix d'Or. Avec privilège du Roy. [RISM D 1109]

AnD.082
- Concert, op. 3, no 1 [1751]
- Concerts de simphonies, op. 3, Paris, Boivin, Le Clerc

AnD.083
- Concert, op. 3, no 2 [1751]
- Concerts de simphonies, op. 3, Paris, Boivin, Le Clerc

AnD.recueil.02
- Concerts de symphonies, op. 4 [1751]
- Concerts de simphonies à IV parties de M. Dauvergne, ordinaire de la Musique de la chambre du Roy et de l’Académie Royale. Œuvre IV.E. Prix 6.lt. Gravées par le Sr Hue. A Paris chez le portier de l'Opera. Madame Boivin, Rue St Honoré à la Règle d'Or. Monsieur Le Clerc, Rue du Roule à la Croix d'Or. Avec privilège du Roy. [RISM D 1110]

AnD.084
- Concert, op. 4, no 3 [1751]
- Concerts de simphonies, op. 4, Paris, Boivin, Le Clerc

AnD.085
- Concert, op. 4, no 4 [1751]
- Concerts de simphonies, op. 4, Paris, Boivin, Le Clerc